# Chiesa di San Teodoro (Pavia)
La basilica di San Teodoro è una chiesa di impianto tardo romanico situata nel centro storico di Pavia. Risalente al XII secolo, l'aspetto originario è stato ripristinato con i restauri effettuati a cavallo del Novecento.
Ospita cicli di affreschi rappresentanti le storie di Sant'Agnese e San Teodoro e due importanti affreschi attribuiti a Bernardino Lanzani con vedute di Pavia del XVI secolo.

## Storia
La basilica fu edificata su una precedente chiesa altomedievale dedicata a sant'Agnese sorta in epoca longobarda alla metà dell'VIII secolo. Successivamente la basilica, dopo che vi furono trasferite le spoglie, venne intitolata a san Teodoro.
La chiesa sorge su un terrazzamento naturale digradante verso il Ticino in una zona della città anticamente abitata da pescatori, barcaioli e commercianti che svolgevano le loro attività lungo il fiume.
È probabile che proprio le associazioni corporative di questi mestieri abbiano avuto una parte decisiva nella costruzione della chiesa dedicata al santo che veneravano come patrono e che fu Vescovo di Pavia alla metà dell'VIII secolo, nel periodo di passaggio dal regno Longobardo a quello carolingio.

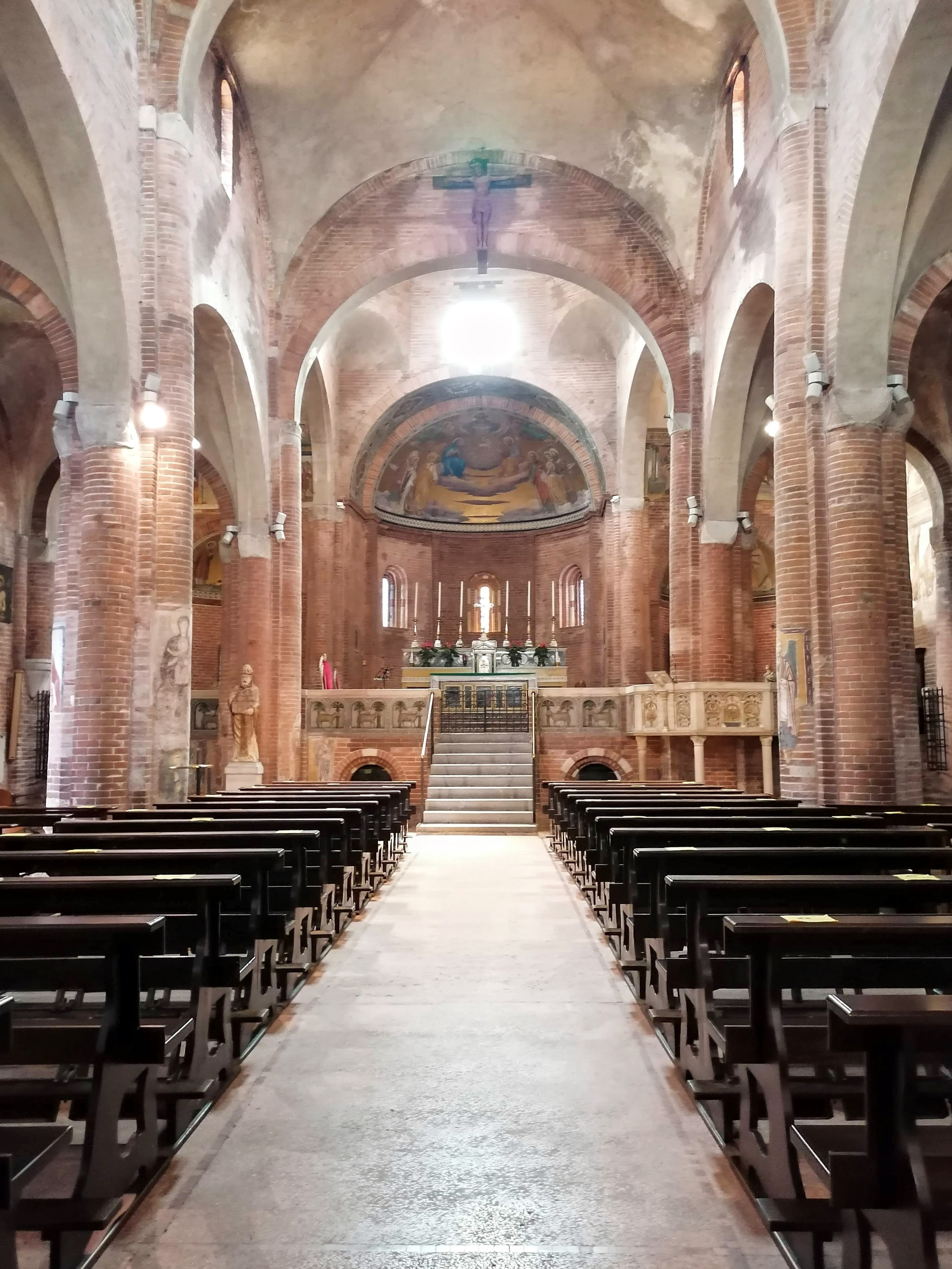
L'interno

La chiesa fu probabilmente riedificata nel XII secolo, sulla base di un primitivo edificio religioso paleocristiano intitolato a Sant'Agnese.
La chiesa è elencata tra le parrocchie di Porta Pertuxia negli estimi del 1250, come pure nella visita apostolica effettuata da Amicus de Fossulanis nel 1460 e in quella di Angelo Peruzzi del 1576. Alla fine del XVI secolo era retta da tre canonici e 16 cappellani e contava una popolazione di 100 anime da comunione. Nel 1769 era officiata da 18 sacerdoti e nove chierici, numero destinato a calare draticamente nel secolo successivo, quando il clero della parrocchia fu di un sacerdote e due coadiutori nel 1845 e di sette sacerdoti nel 1877. Mentre aumentò il numero dei parrocchiani: 1.796 anime da comunione nel 1780, 3.550 nel 1845 e 3.850 nel 1877.
La chiesa fu rimaneggiata nel 1510 e nel 1692-1693. Infine è stata riportata nelle forme originarie coi restauri del 1887 e del 1904-1909.

## Descrizione
San Teodoro è stata edificata in stile tardo romanico in cotto lombardo. Ha impianto basilicale con tre absidi, di cui quella centrale è più profonda, articolato in tre navate di tre campate ciascuna, con il transetto appena accennato. La navata centrale è larga il doppio di quelle laterali. La copertura è a volte a crociera rette da pilastri cruciformi di tipo romanico non perfettamente allineati. Le campate corrispondenti al transetto hanno volta a botte. Al di sopra del transetto è posto il tiburio ottagonale, suddiviso in una parte inferiore, costituita da una galleria di archi su colonnine, e da una superiore di dimensioni inferiori. Il tutto è sovrastato da una lanterna. Sul lato meridionale sono disposti la sacrestia e il campanile della metà del XVI secolo. Sul fianco sinistro, pittoresco per la sapiente contrapposizione dei volumi, si apre una porta laterale che reca nella lunetta un affresco duecentesco con la Madonna e il Bambino.

### La facciata
Durante i restauri della facciata sono stati ripristinati il profilo a capanna, la galleria superiore ed è stata aperta una trifora che ha preso il posto del rosone cinquecentesco.
Sulla facciata vi sono numerosi bacini ceramici presenti anche nelle altre chiese romaniche pavesi, come la Basilica di San Pietro in Ciel d'Oro.

### Interno
Il presbiterio è rialzato sulla cripta, la quale risale al XIII secolo.
Nel transetto meridionale sono affrescate le Storie di Sant'Agnese, opera realizzata intorno al 1519 da un ignoto artista lombardo (definito dai critici Maestro delle Storie di Sant'Agnese) che si caratterizza per uno stile poco lombardo e molto influenzato sia dalla scuola ferrarese, sia dalla cultura e dal classicismo del centro Italia. Nella prima campata della navata destra è collocato un altare barocco che ospita una statua lignea della Vergine in trono fra due angeli e un trittico, sempre opera del Maestro delle Storie di Sant'Agnese, risalente al 1513.

#### La storia di San Teodoro
Sulla parete sinistra del transetto si trova l'affresco che raffigura il Ciclo delle storie di San Teodoro, realizzato da un anonimo artista lombardo nel 1514 nell'ambito del rinnovo della decorazione della chiesa voluto da Luchino Corti, come attesta l'iscrizione posta nella cornice superiore.
Il ciclo è composto da 12 riquadri, disposti in tre fasce con scene descritte nei minimi particolari. Ogni episodio è accompagnato da una didascalia posta sotto il dipinto. Il ciclo si basa sulla tradizione che vuole Teodoro salvatore della città longobarda, assediata invano da Carlo Magno in quanto protetta con miracoli dal suo vescovo. Teodoro infatti fece gonfiare le acque del Ticino, allagando l'accampamento franco e costringendo Carlo Magno ad abbandonare l'assedio. In anni in cui le guerre d’Italia creavano forti incertezze sul futuro della città e dell'intero ducato di Milano, i committenti, modificando il reale esito dell'assedio, intendevano rimarcare la loro forte identità e autonomia, come se il regno longobardo non fosse mai veramente caduto. La storia illustrata del Santo inizia con un angelo che appare al re longobardo Desiderio per suggerirgli l'elezione di Teodoro a vescovo di Pavia e si conclude con la sua morte.
In realtà Teodoro, vescovo di Pavia tra il 770 e il 785, visse i primi anni in esilio e rientro in città dopo la vittoria dei Franchi nel 774.
Interessanti sono alcune scene in cui sono rappresentati particolari della città dell'epoca.
Due fasce, sopra l'arco di accesso al transetto e sopra il catino absidale di sinistra, rappresentano la morte di San Teodoro e il suo funerale.

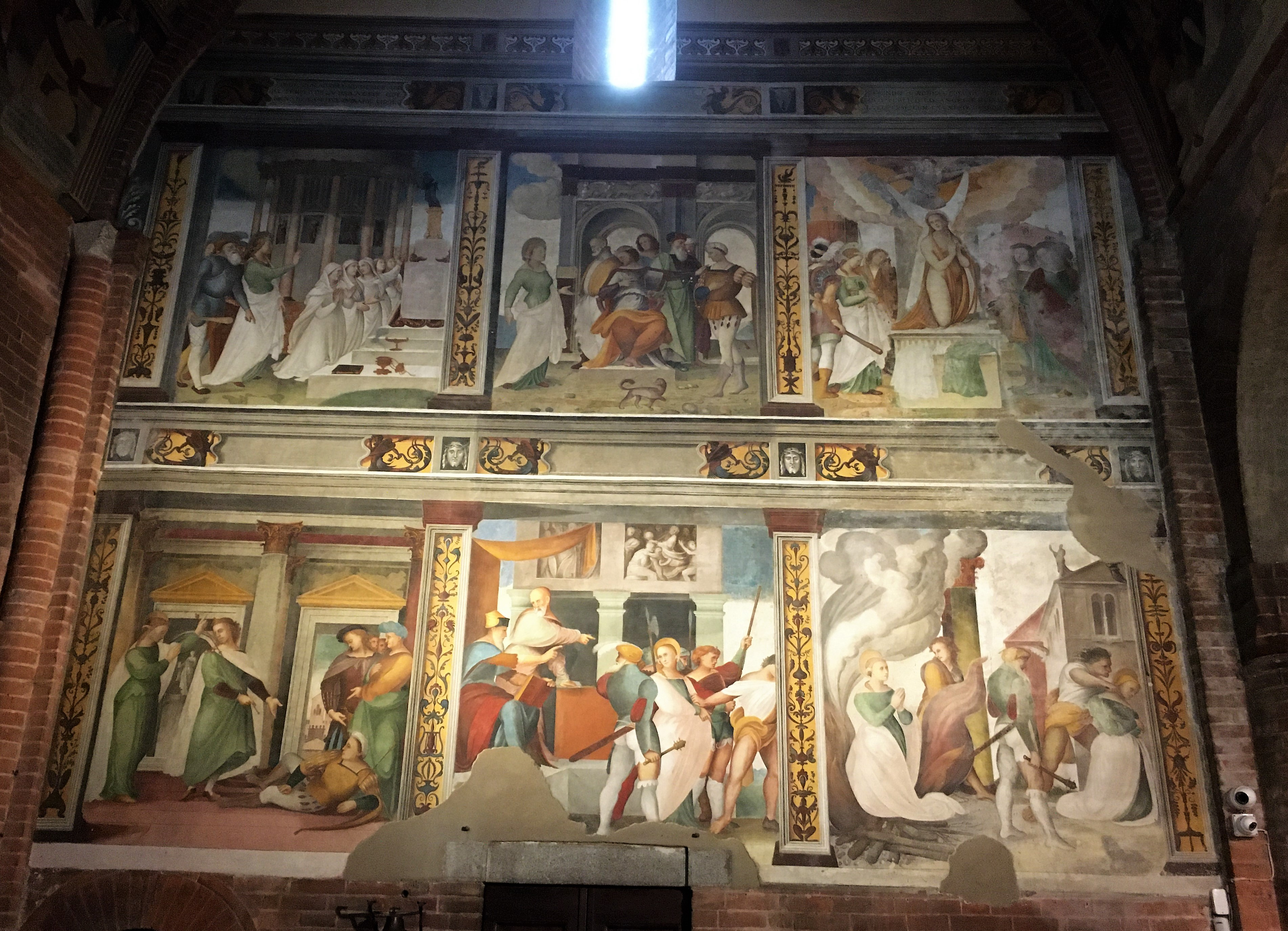
Maestro delle storie di Sant'Agnese, Storie di Sant'Agnese (1519).
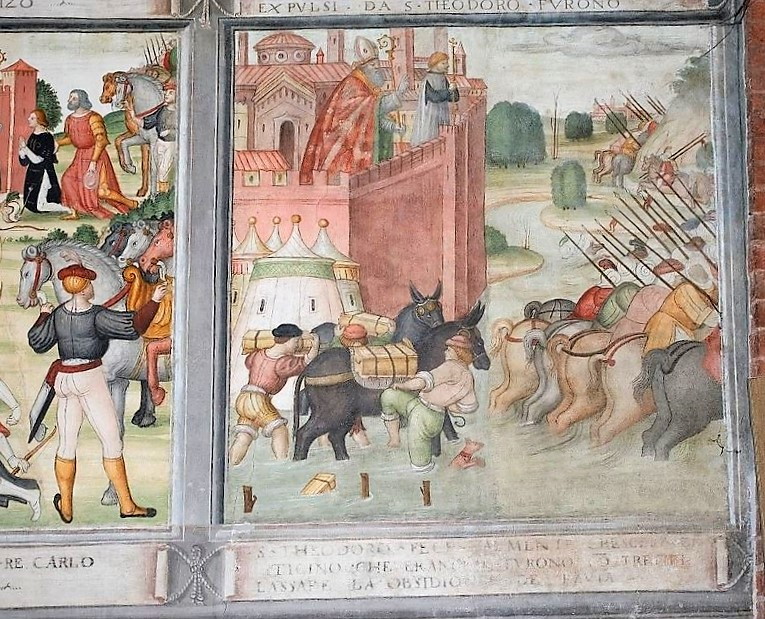
Anonimo Lombardo, Storie di San Teodoro (1514), Carlo Magno è costretto ad abbandonare l'assedio di Pavia.
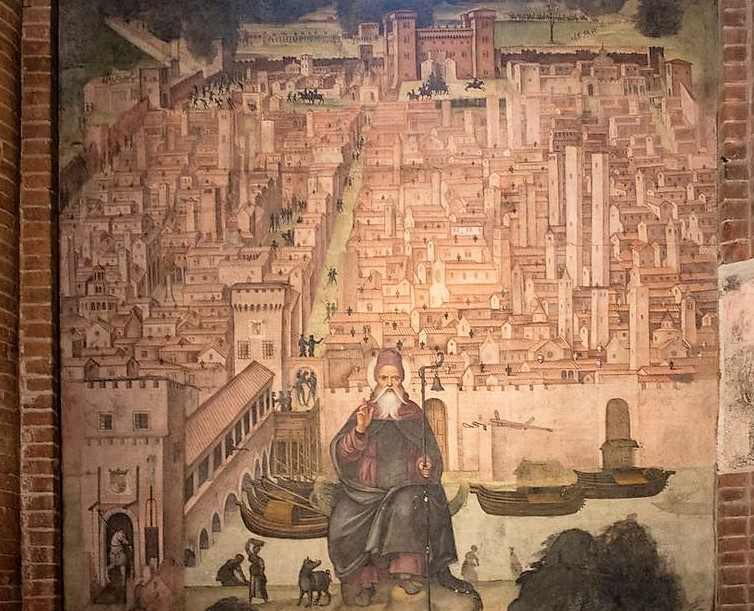
Veduta di Pavia durante l'assedio del 1522, ex voto civico (1522-24).
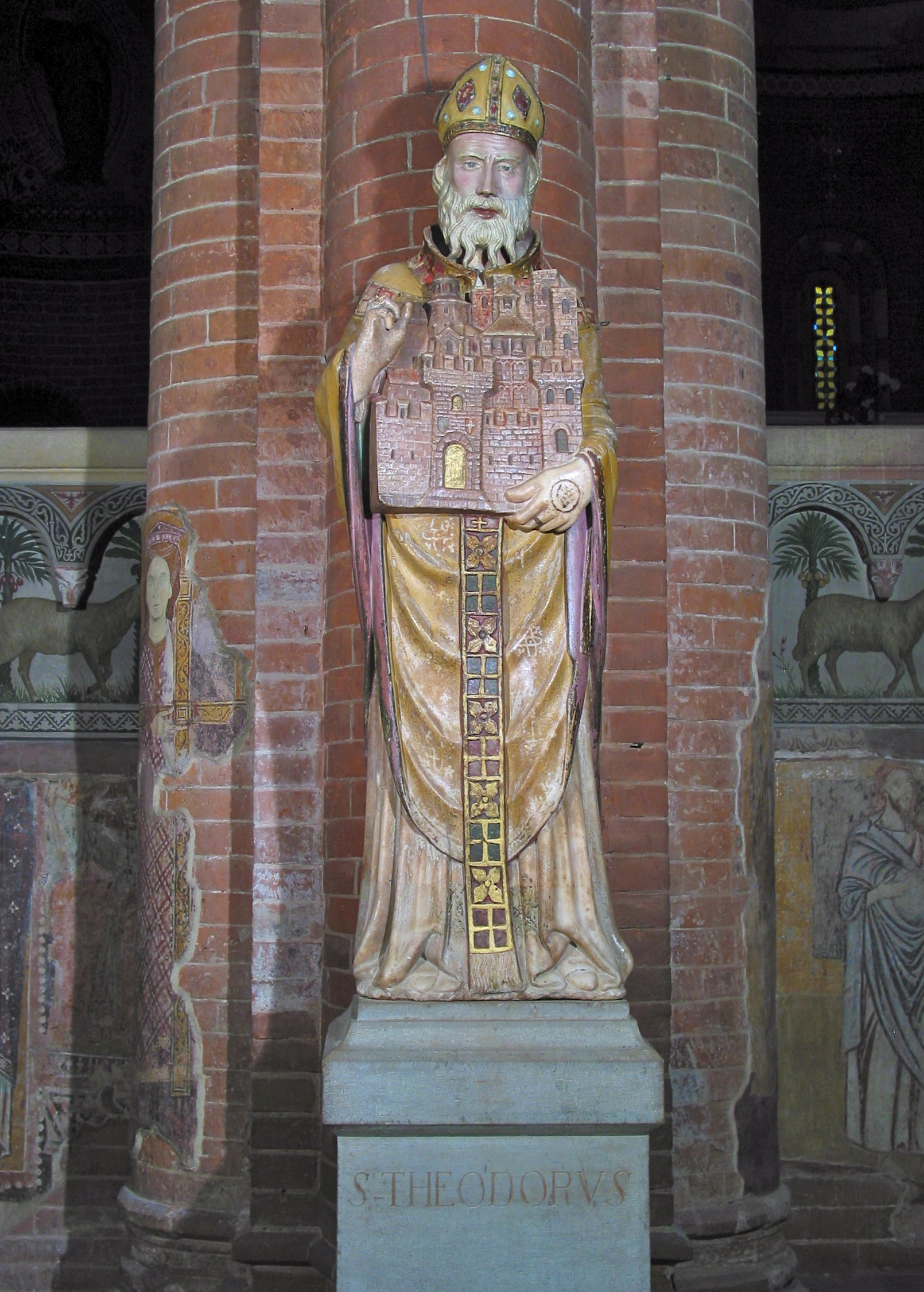
Statua di San Teodoro, marmo dipinto, XIV secolo.
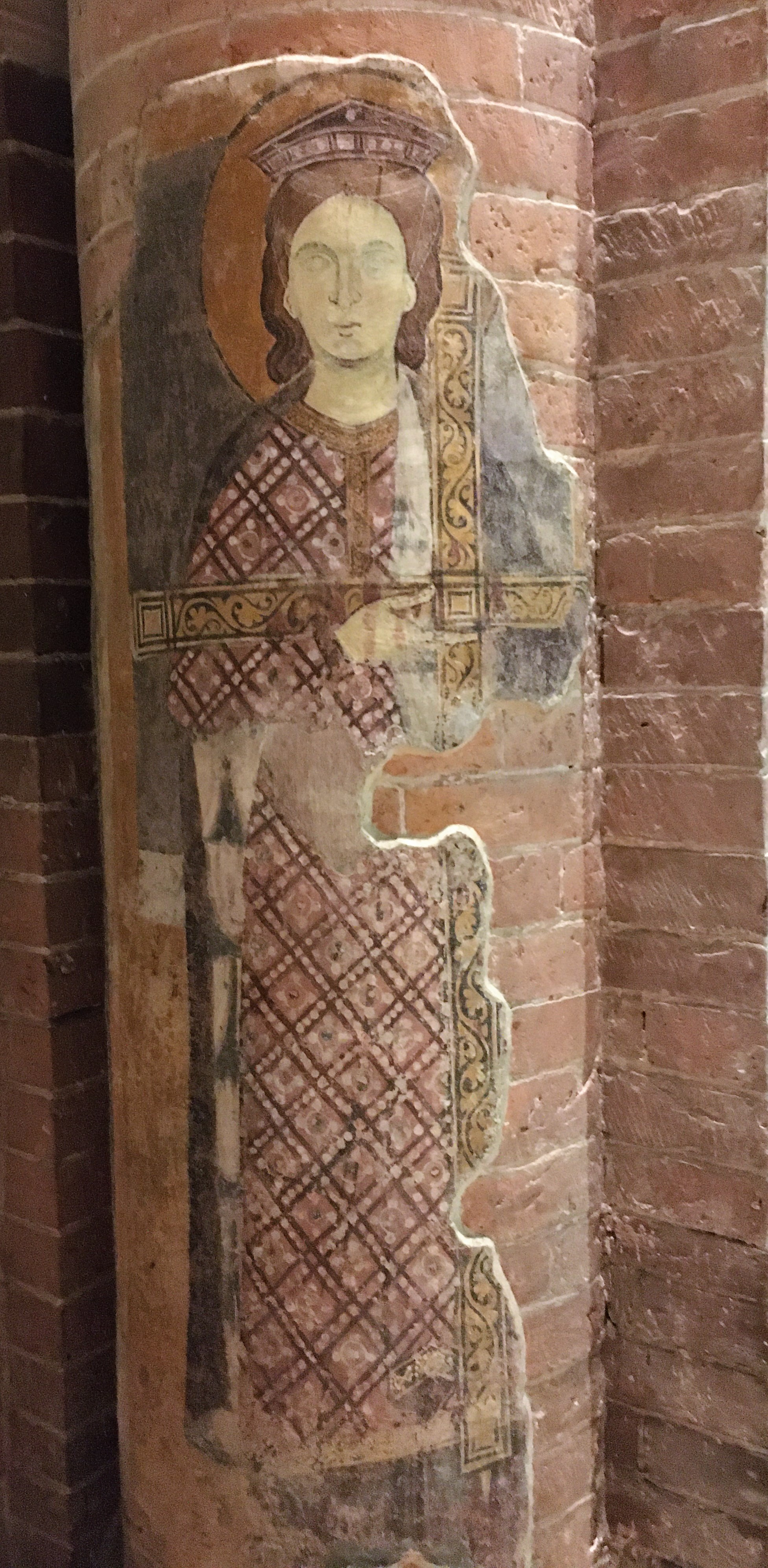
Sant’Elena, XIII secolo.
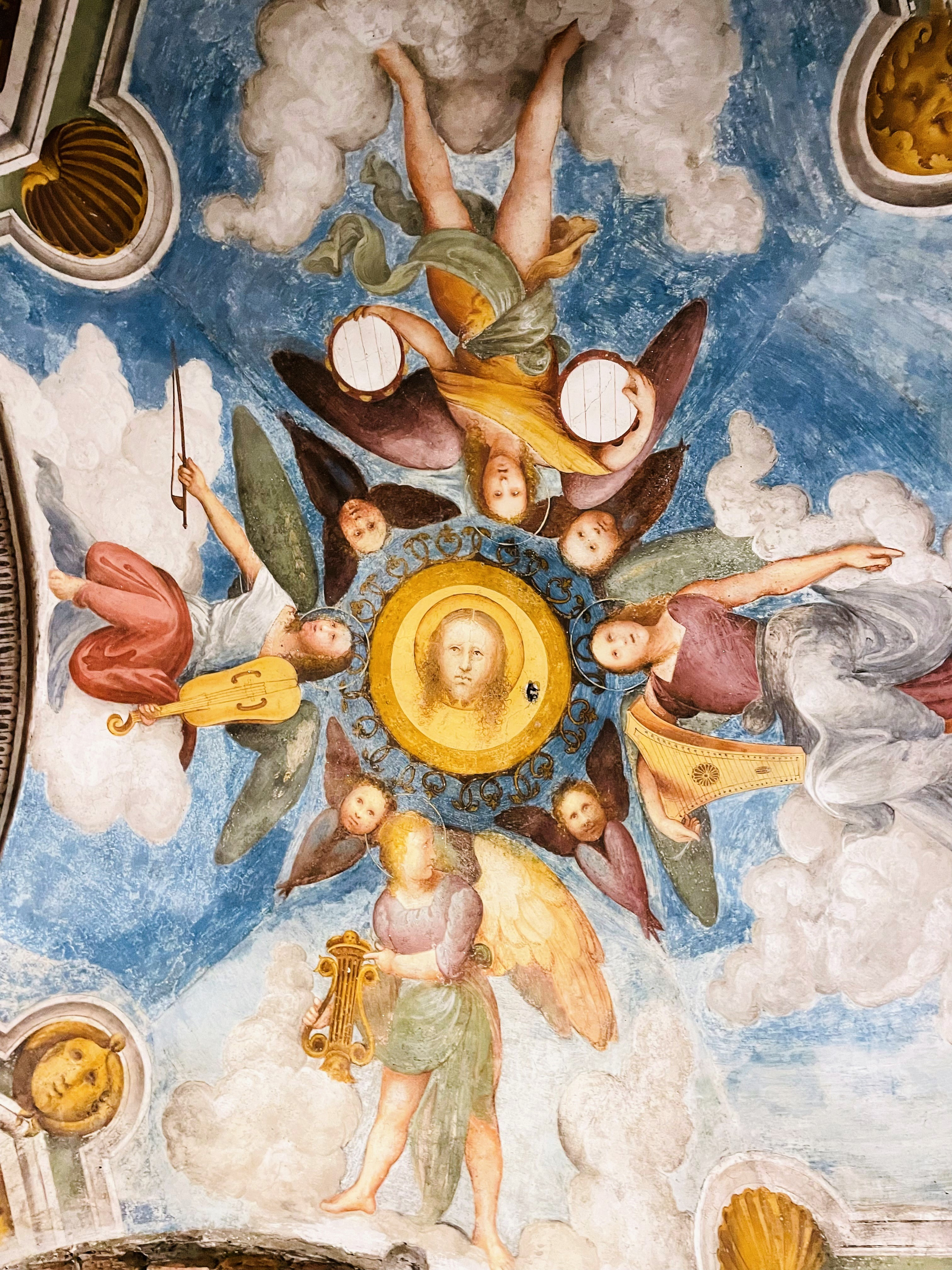
Maestro delle storie di Sant'Agnese, la Veronica con angeli musicanti, volta della cripta.

#### Altre opere
Davanti della cripta è collocata una statua marmorea policroma risalente al Trecento di San Teodoro che reca in mano la rappresentazione simbolica della città di Pavia. 
Sui pilastri della chiesa sono presenti numerosi affreschi votivi del XIII secolo.
Nella prima campata della navata sinistra, dietro il battistero, vi sono due vedute (a volo d'uccello) di Pavia, la prima, ultimata, fu strappata e riportata su tela nel 1956, dato che durante i restauri ci si rese conto che celava un secondo affresco (dal medesimo tema) incompiuto. Le vedute furono commissionate dal parroco Giovanni Luchino Corti come ex voto civico per la vittoria nell'assedio del 1522 e furono, forse, realizzate da Bernardino Lanzani o da un anonimo artista lombardo (definito dai critici Maestro delle Storie di Sant’Agnese) tra il 1522 e il 1524. La città è rappresentata in modo realistico, si possono osservare i principali edifici di Pavia, mentre sono rappresentati anche combattimenti intorno alle mura. Al centro campeggia la figura di Sant’Antonio Abate (titolare della cappella e protettore del sobborgo di Pavia posto oltre il Ticino) mentre in cielo, sopra la città, si trovano le figure dell'Eterno Padre, i San Siro, Teodoro e Agostino. Mentre il soffitto della cappella è affrescato con grottesche a soggetto archeologico e sacro al tempo stesso, fra le quali si segnala l'Adorazione dei Magi. Un tempo erano leggibili anche alcune iscrizioni, ora scomparse ma trascritte dagli eruditi locali, dettate da Mario Equicola (presente in città al seguito di Federico II Gonzaga durante l'assedio), nelle quali venivano elogiate le capacità militari del Marchese, vero salvatore di Pavia. La chiesa conserva anche una grande tela, opera di Carlo Antonio Bianchi, raffigurante la Madonna con i Santi Michele e Lorenzo.
Nel 1998, durante i lavori per il rifacimento dell'impianto di riscaldamento, nella prima campata della navata destra, è stato scoperto un mosaico medievale con scene contornate da fasce con motivi decorativi e iconografici tipici del repertorio romanico.
Il mosaico potrebbe essere stato ricoperto a causa di interventi dovuti ai cedimenti del terreno verificatisi in questa parte della chiesa. Una menzione particolare meritano pure gli affreschi del XIII secolo conservati sui pilastri della navata centrale.

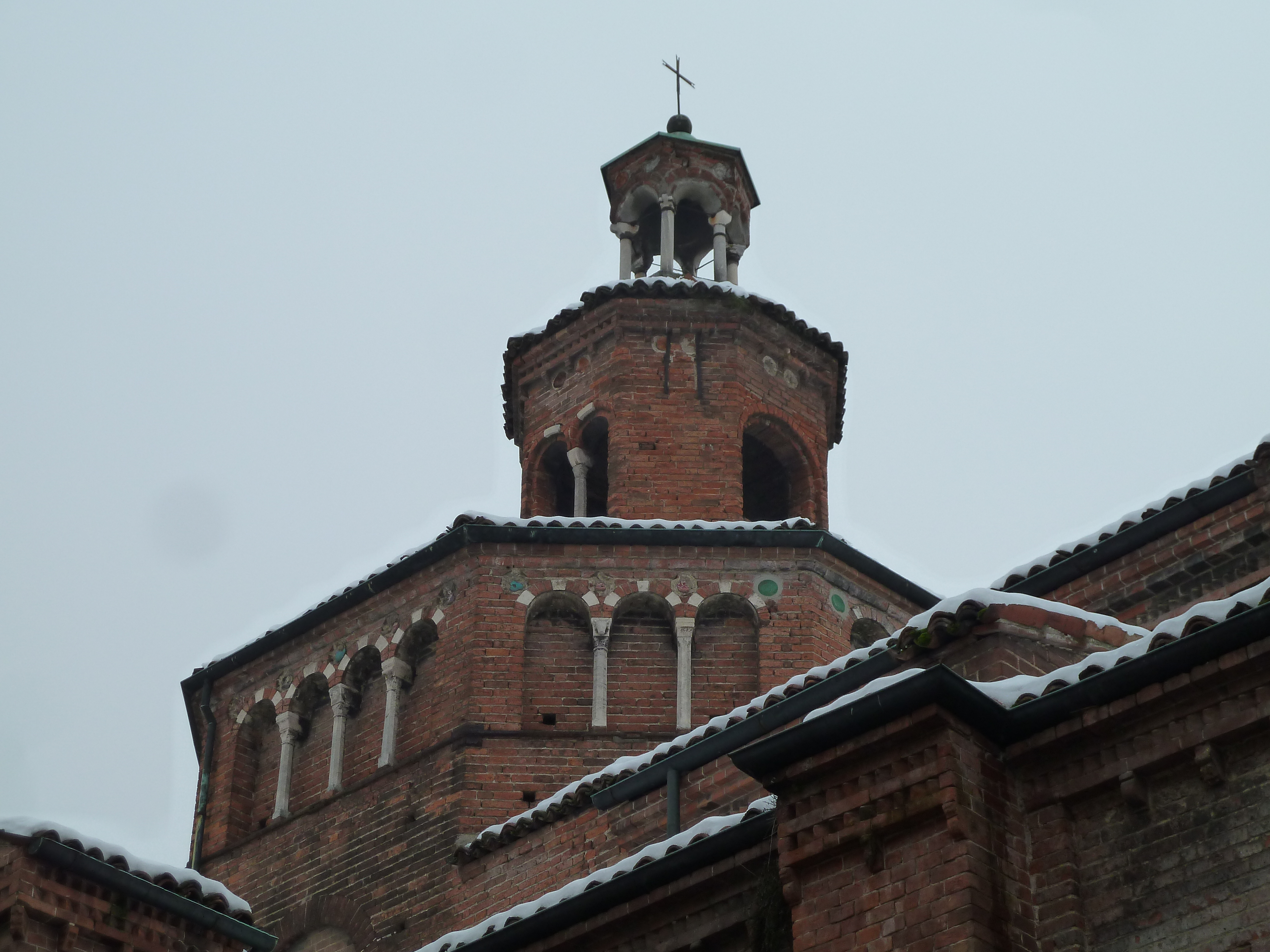
Il tiburio.
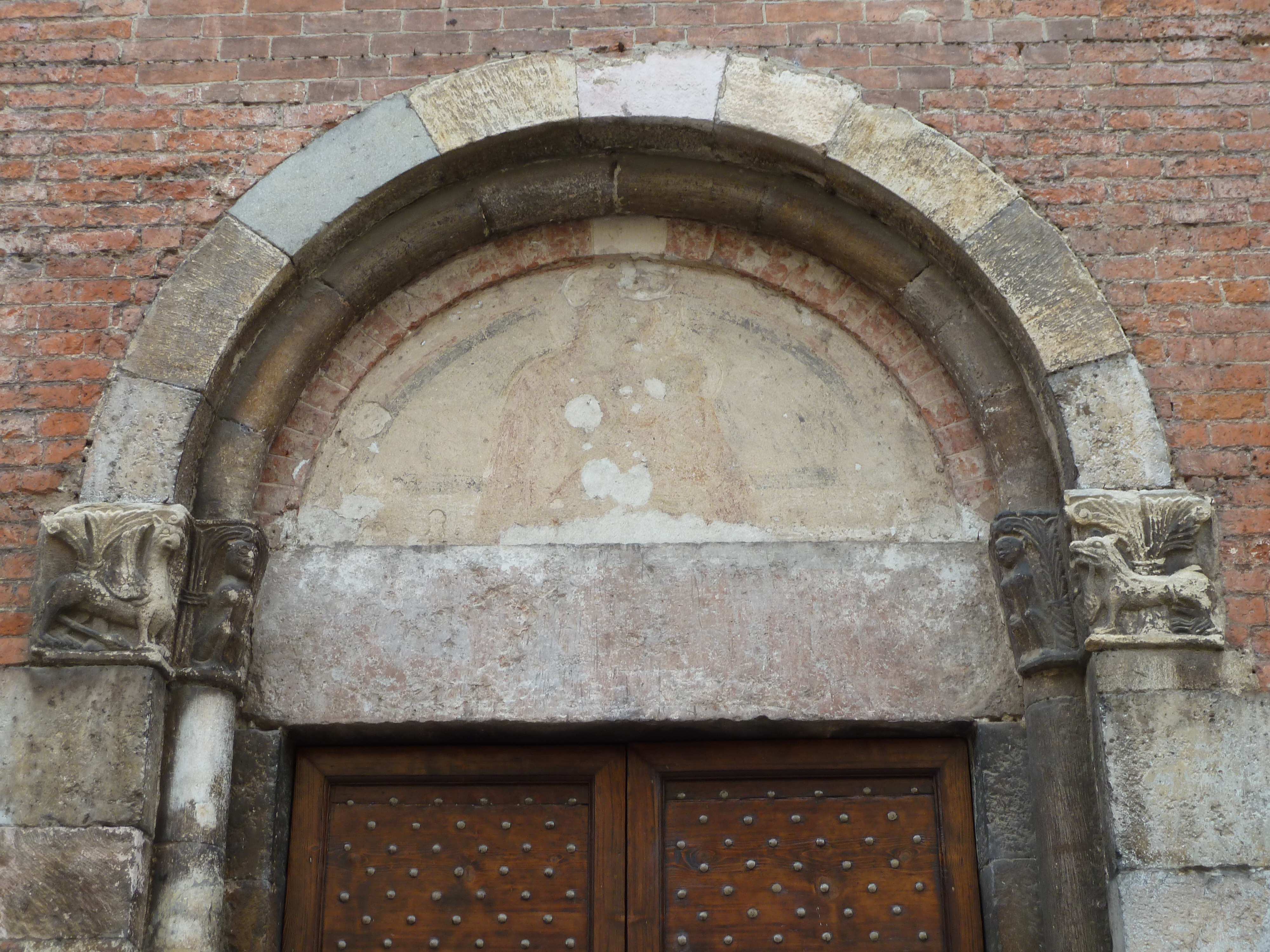
Il portale settentrionale.
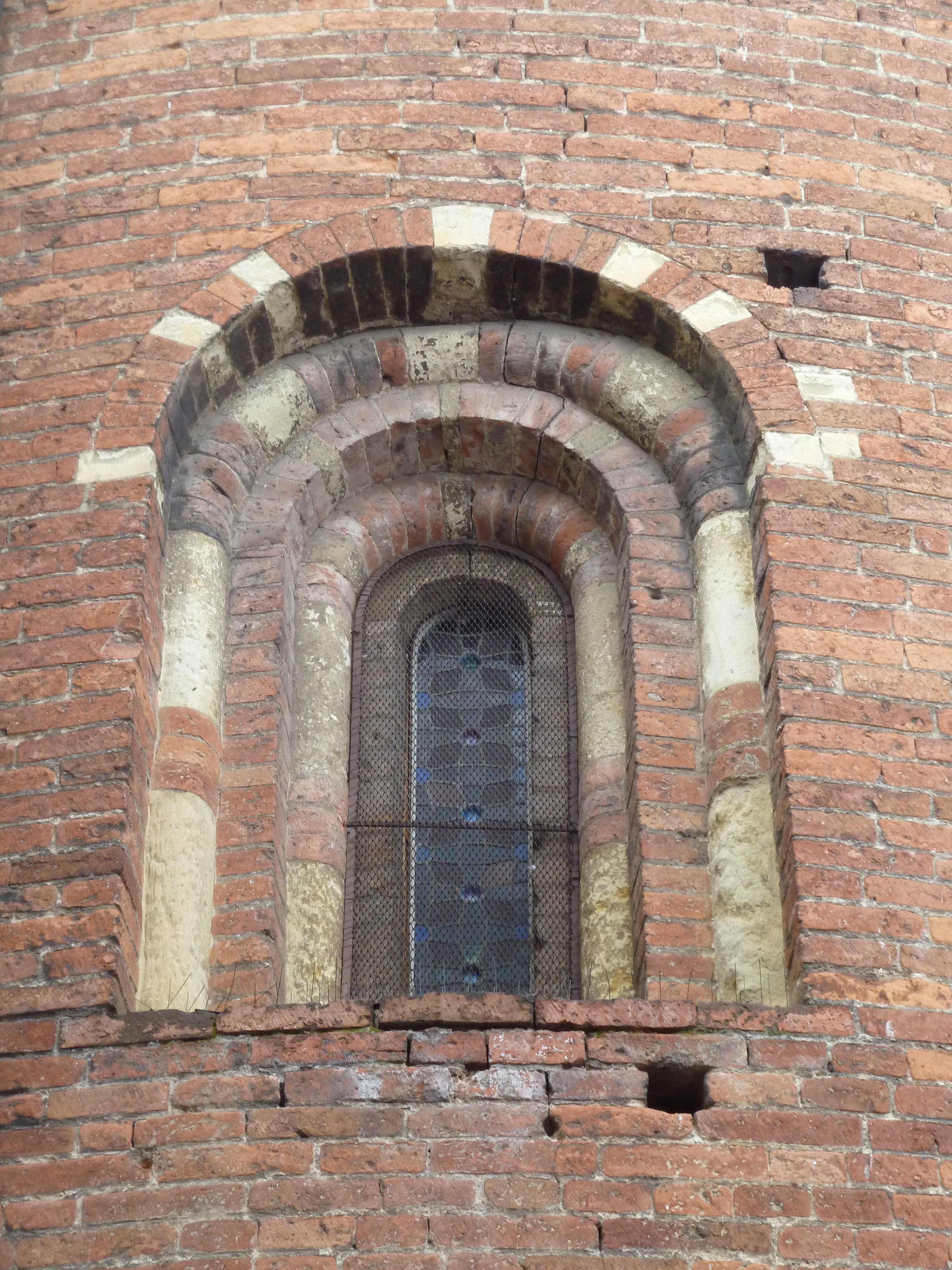
Una delle monofore dell'abside.
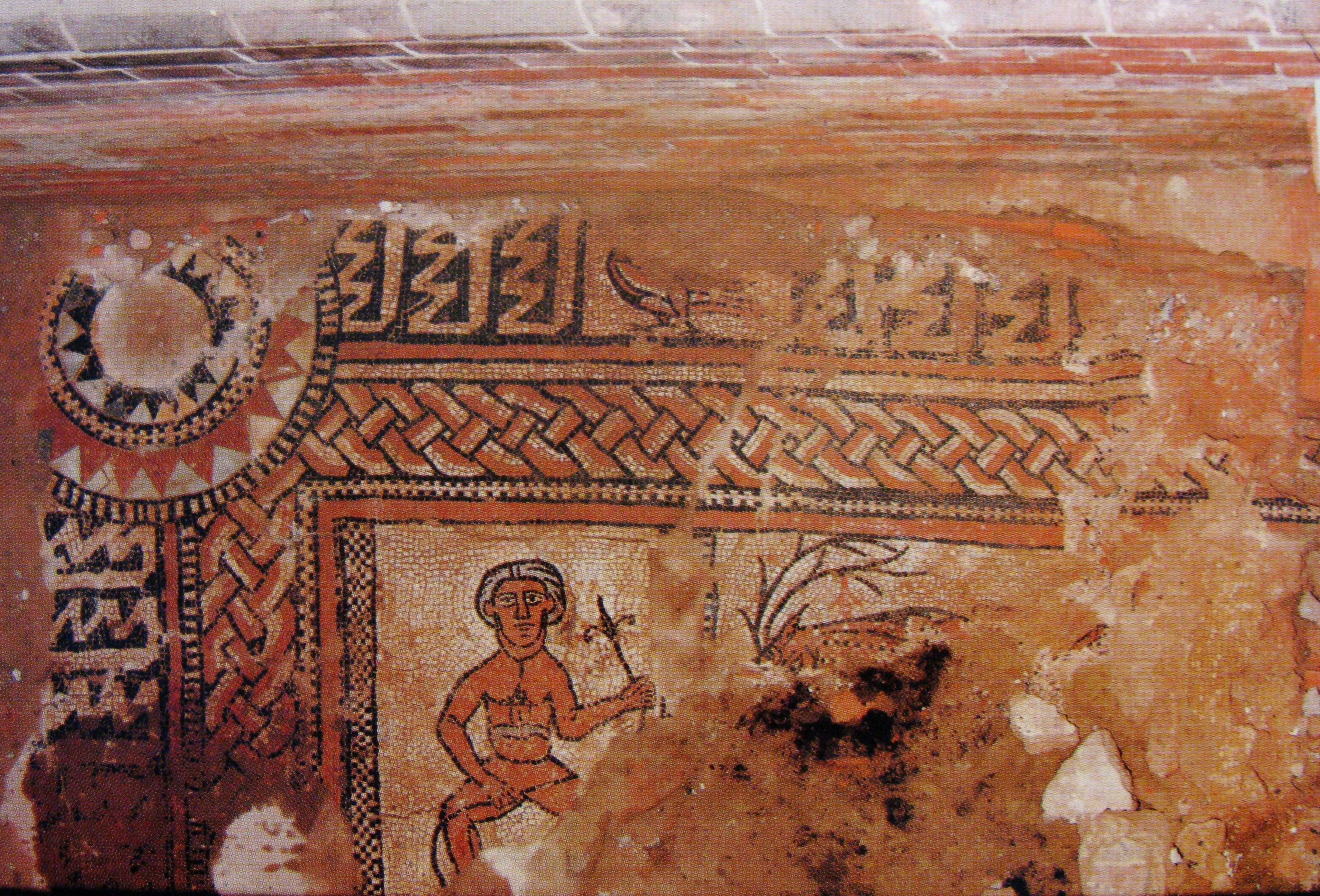
Il mosaico (XII secolo).
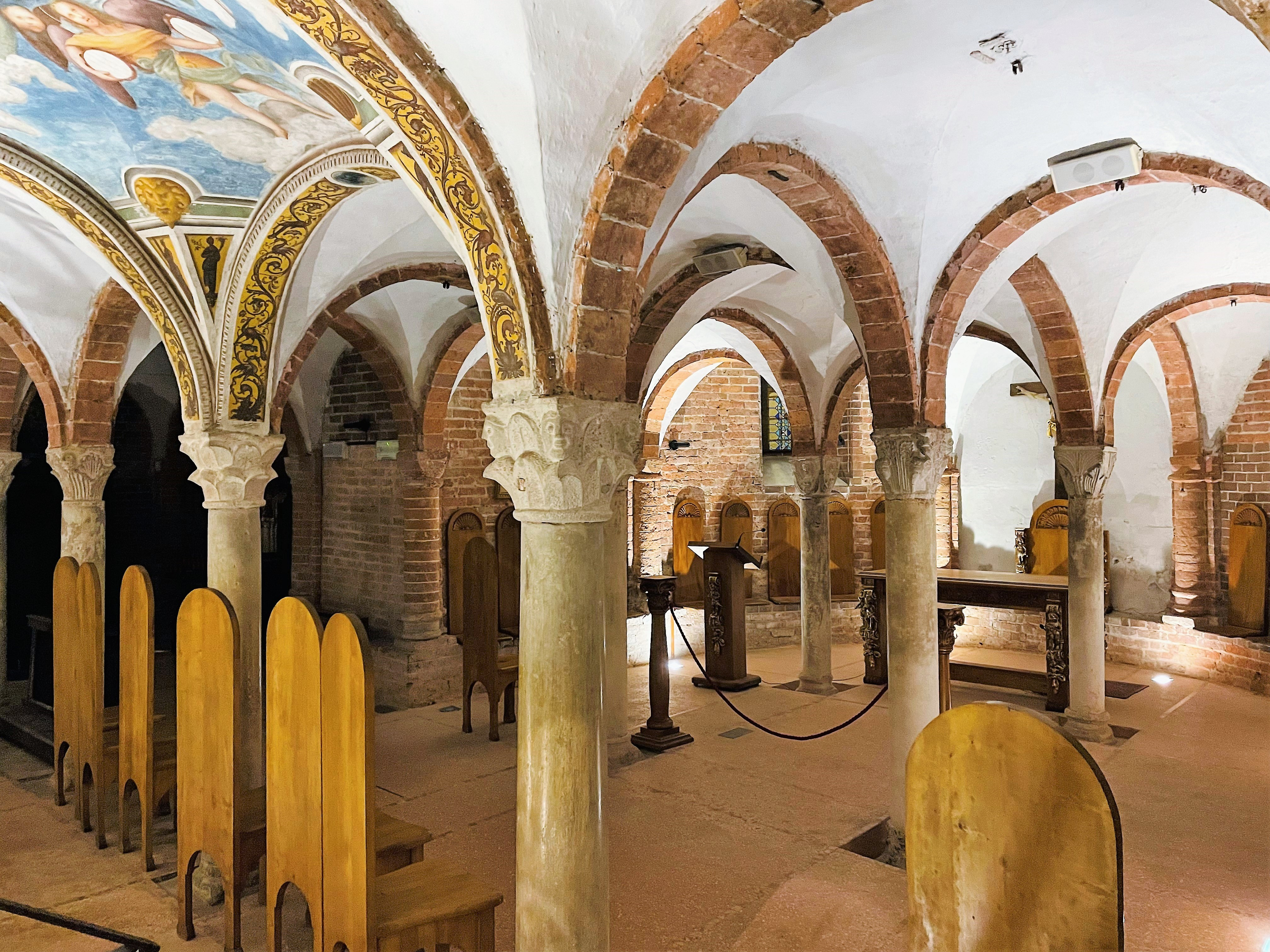
La cripta.

#### Altare maggiore
L'altare maggiore custodisce le spoglie di San Teodoro. L'altare reca un paliotto con cinque tavolette ad olio, attribuite a Perin del Vaga, che presentano episodi della vita del santo.

#### Cripta
La cripta ospita l'arca in granito di San Teodoro e il monumento funerario del prevosto Luchino Corti, della prima metà del Cinquecento. Sulle pareti sono presenti tracce d'affreschi quattrocenteschi. 
Sul fronte della cripta si conserva una parte consistente della decorazione originaria che, coperta da strati di intonaco e costruzioni successive, fu riportata in luce dai restauri. A lato della porta d'ingresso alla cripta si scorgono le figure di Costantino e di Sant'Elena con la Croce. Seguono, procedendo verso destra, Santa Maria Maddalena, San Giovanni Battista, San Pietro crocefisso, Madonna in trono Santo Stefano e il Cristo, tutte opere del Duecento. Appoggiata alla fronte della cripta, è una statua in marmo policromo del XIV secolo rappresentante San Teodoro che reca in mano la rappresentazione simbolica di Pavia.